# Canal+ Family
Canal+ Family è stato un canale televisivo a pagamento francese appartenente al Groupe Canal+, che ha terminato le trasmissioni il 30 agosto 2021.

## Storia
Canal+ Family è nato il 20 ottobre 2007. Dal 12 ottobre 2010 trasmette in HD. Ha terminato le trasmissioni il 31 agosto 2021 in Francia metropolitana e il 9 settembre nella Francia d'oltremare. È stato sostituito da Canal+ Kids.

## Programmazione
La programmazione di Canal+ Family prevedeva la trasmissione di programmi per tutta la famiglia. Contava per lo più su produzioni originali, come I Dalton, Kaeloo, Zig & Sharko, Molang, Io, Elvis Riboldi.

## Diffusione
Canal+ Family era disponibile sul satellite (Canalsat), via cavo e su IPTV.